# Kurt Freund
Kurt Freund (* 17. Januar 1914 in Chrudim; † 23. Oktober 1996 in Toronto) war ein tschechisch-kanadischer Psychiater und Sexualwissenschaftler.

## Leben
Freund wurde in eine deutschsprachige jüdische Familie geboren. 1942 heiratete er Anna Hloun, doch ließ er sich bereits 1943 wieder scheiden, um die Ehefrau und Tochter vor der antisemitischen Verfolgung zu bewahren. 1945 heiratete er erneut dieselbe Frau. Seine Eltern und der Bruder kamen im Holocaust um.
Freund erhielt von der tschechoslowakischen Armee den Auftrag, echte und zur Entlassung vorgetäuschte Homosexualität unter den Wehrpflichtigen zu unterscheiden, und entwickelte dafür ein Gerät zur penilen Plethysmografie, um den Grad sexueller Erregung zu messen (siehe Phallografie). Später vertrat er als einer der ersten die Theorie, Homosexualität werde bereits pränatal bzw. genetisch ausgeprägt und sei nicht zu therapieren. Er trat daher für die Entkriminalisierung der Homosexuellen ein. Konversionstherapien seien sinnlos, wie er aus einer großen Untersuchungsreihe in den 1950er Jahren erschloss.
Freund promovierte in Prag und habilitierte sich dort 1962. Er wurde Arzt und Psychiater. Mit seinen Forschungen zur Homosexualität beeinflusste er die Gesetzgebung in der Tschechoslowakei und der DDR in Richtung einer Entdiskriminierung. 1968 emigrierte er nach der Zerschlagung des Prager Frühlings nach Kanada und lehrte am Clarke Institute of Psychiatry in Toronto. Nach einer Krebsdiagnose beging er 1996 mit Hilfe eines Arzneicocktails Suizid.

## Schriften
- Die Homosexualität beim Mann. S. Hirzel Verlag, Leipzig 1963
- Homosexualität. rororo, Reinbek 1969